# Національна олімпійська та спортивна асоціація Ісландії
Національна олімпійська та спортивна асоціація Ісландії (ісл. Íþrótta- og Ólympíusamband Íslands) — національний олімпійський комітет, що представляє Ісландію. Організація заснована 1921 року; зареєстрована в Міжнародному олімпійську комітеті в 1935 році.
Штаб-квартира розташована в Рейк'явіку. Є членом Міжнародного олімпійського комітету, Олімпійських комітетів Європи та інших міжнародних спортивних організацій. Здійснює діяльність по розвитку спорту в Ісландії.